# Agama kočinčinská
Agama kočinčinská (Physignathus cocincinus) je divoký ještěr žijící poblíž vodních ploch v tropických deštných pralesích jihovýchodní Asie.

## Popis
Tento ještěr měří až 90 cm přičemž hlava a trup pouze 20–30 cm. Už od narození mají agamy kočinčinské velkou hlavu. za kterou mají malou krční kapsu. Na zádech a na ocase mají hřeben, přičemž samec má hřeben o dost větší než samice. Tělo mají pokryté šupinami.
Agama kočinčinská má oproti některým druhům ještěrů mohutnou stavbu těla a dlouhý tlustý ocas, který tvoří až 2/3 celkové délky. Délka těla je přibližně 25–30 cm, celková délka i s ocasem pak kolem 70 cm u samic a až 100 cm u samců. Váha dospělých samic se pohybuje kolem 350 gramů (míry našich agam zde), samci mohou vážit až 600 gramů.
Je zeleně zbarvena, pod krkem může být agama zbarvena do růžové nebo oranžové barvy, na ocase jsou pravidelné hnědé nebo až černé pruhy, které se postupně rozšiřují. Od krku přes záda až na ocas se táhne hřebínek. U samců je mnohem výraznější a hroty delší. Agamy mají silné končetiny, jsou to stromoví ještěři, často šplhají, mají silná stehna a pořádný stisk.
Agamy kočinčinské jsou vodomilní tvorové a velmi dobře plavou. V případě nebezpečí je agama schopna postavit se na zadní a neuvěřitelně rychle utíkat pryč.
Žijí ve skupinách, většinou se doporučuje 1 samec a dvě až tři samice. Pohlavně dospívají kolem 1,5–2 let. Samci jsou větší a mohutnější, mají výrazné tváře, zřetelnější hřeben a silnější kořen ocasu, na jehož spodní části jsou patrné zvětšené kapsy hemipenisů.
Agamy se dožívají okolo 10–15 let.

## Výskyt
Agamy kočinčinské se vyskytují u velkých vodních ploch, převážně v jihovýchodní Asii (Thajsko, Vietnam a Kambodža). Vyhledává vlhké lokality nedaleko vody, břehy řek a stojaté vody.

## Rozmnožování
Agamy se páří v zimním období. V tomto čase jsou agresivní a kývají hlavou. Počátkem roku (leden–březen) klade samička 6–18 bílých vajec, která zahrabe do 10–25 cm hlubokého dolíku v kypré a vlhké půdě. Samičky poměrně ostře zápasí o místo ke stavbě hnízda.
V období páření se samec samici dvoří, pak ji oplodní a v samičce začne růst 5–20 vajec v kožovitém obalu. Ta pak samice naklade do vyhrabané díry a pečlivě zamaskuje. Vejce se opatrně vyndají z kladiště a v poloze, v jaké byla nalezena, přemístí do inkubátoru. Vajíčko váží 3–4 gramy a měří kolem 2,5 cm. Inkubační doba je 65–90 dní při teplotě 27–29 °C. Po vylíhnutí se mají agamátka čile k světu a měří kolem 15 cm.

## Potrava
Agamy kočinčinské žerou různé druhy hmyzu jako například šváby, ale také různé hlodavce, ryby, mláďata ještěrů a jiné.
Potrava by měla být co nejpestřejší. Mláďata se krmí převážně cvrčky, občas malými červíky. Dospělci pak zvládnou bez problémů švába, většího červa, myšátko, saranče, žížalu nebo i rybičku. Potravu je třeba občas obalit ve vitamínech nebo podávat na kostičky nasekanou sépiovou kost a granulky pro masožravé ještěry. Někteří jedinci mají rádi i ovoce.
Co se týká četnosti krmení, malinká mláďata se krmí denně a spořádají kolem 5–8 cvrčků. Postupně počet cvrčků přibývá a je čas přejít na větší potravu. Dospělí jedinci by měli jíst jednou za 2–3 dny (dva šváby, sarančata a podobně).

## Chov
Agama kočinčinská vyžaduje tropické akvaterárium s velkým bazénem (hloubka kolem 15–25 cm, teplota kolem 23–27 °C), rašelinou pro případ kladení vajec (hloubka taktéž kolem 15–25 cm), spoustou větví a rostlin. Doporučené rozměry terária pro jednoho jedince jsou alespoň 100 × 80 × 50, pro skupinu (2 samičky a 1 sameček) pak 150 × 80 × 80. V teráriu by měla být značná vlhkost (nejlépe 70–90 %), různé úrovně teploty (od chladnějších míst kolem 25 °C až po místo s možností se vyhřát při 30 °C), v noci může teplota klesnou na 20–25 °C.

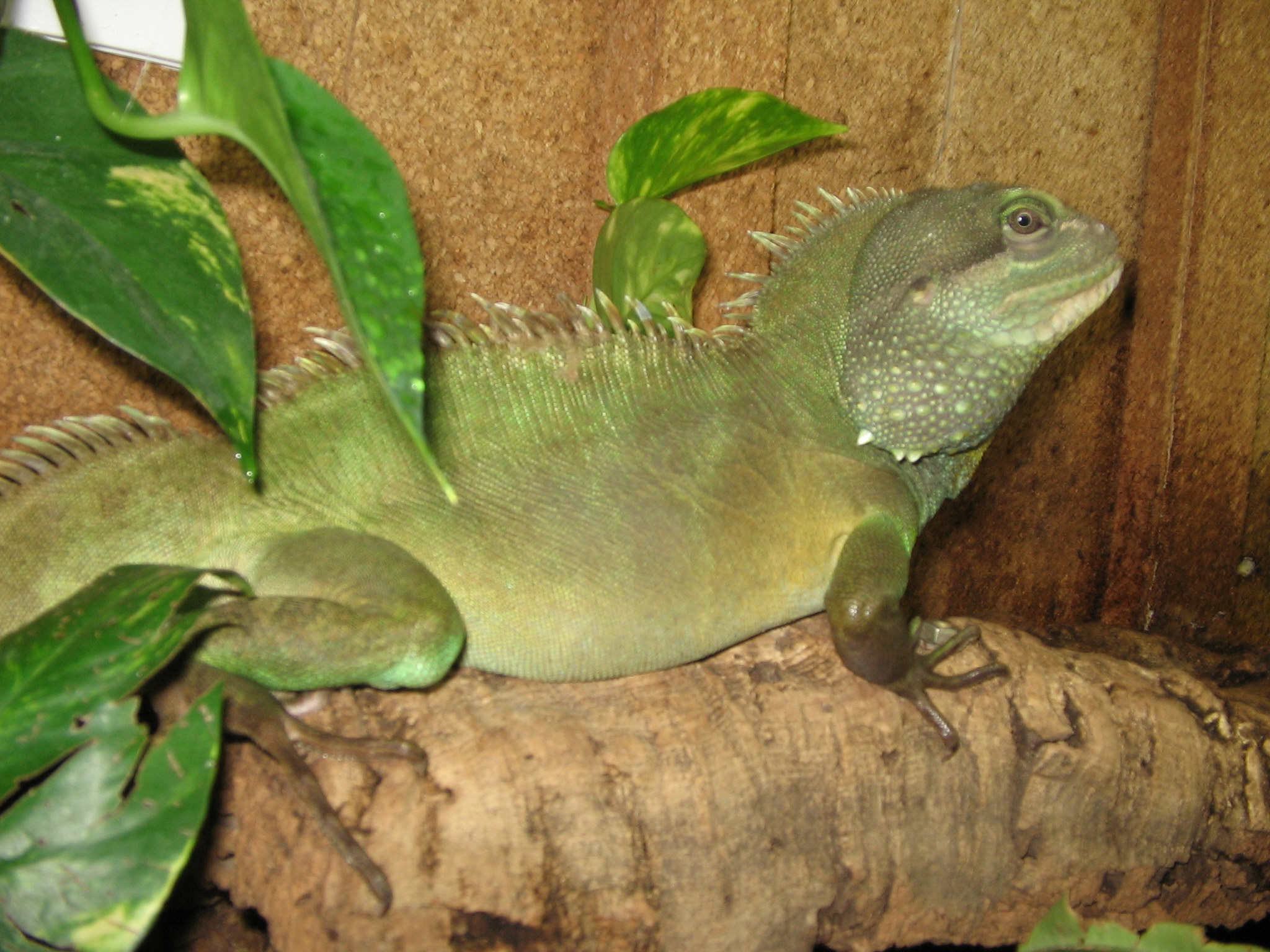
Samec agamy kočinčínské
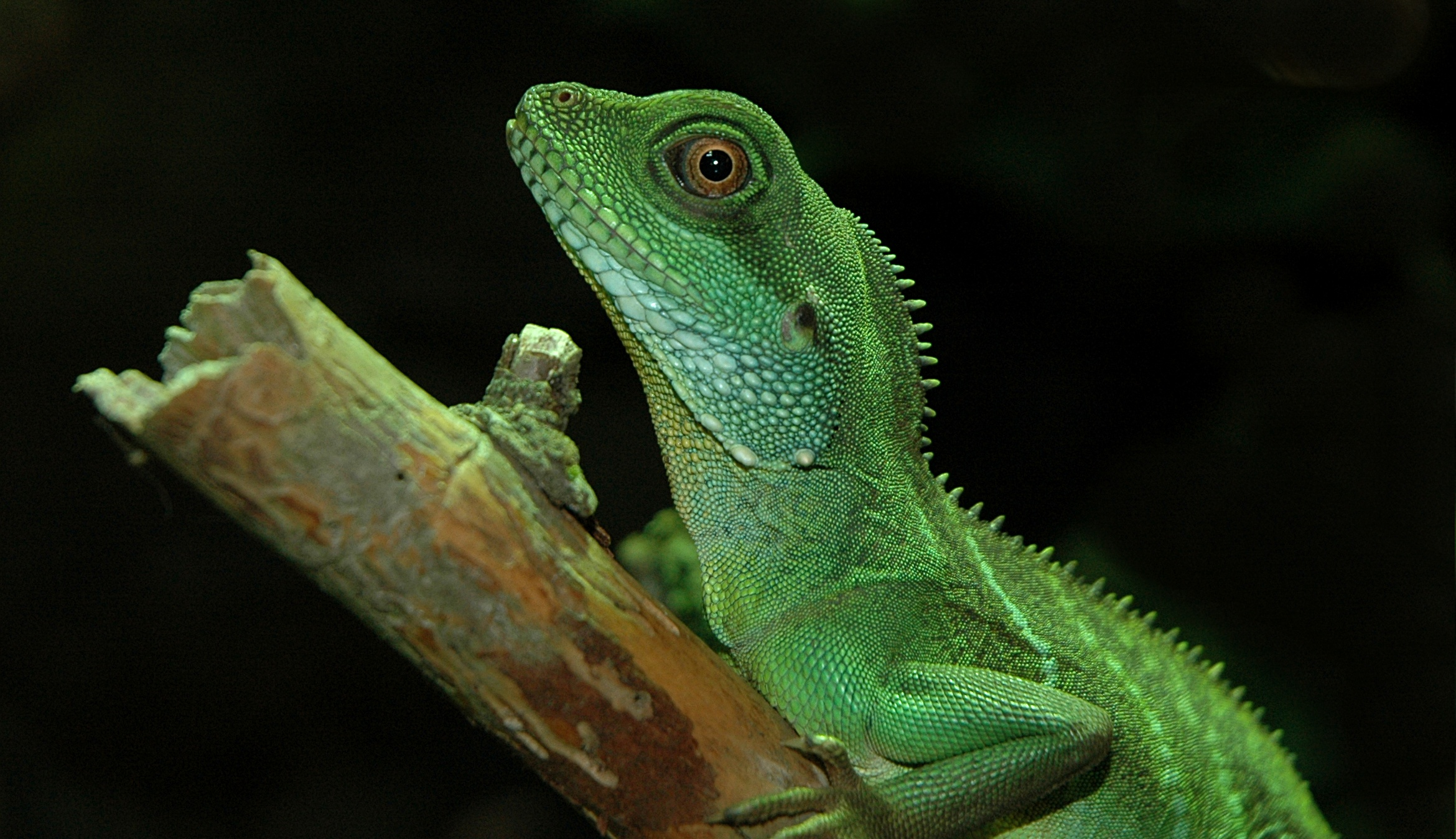
Samice agamy kočinčínské
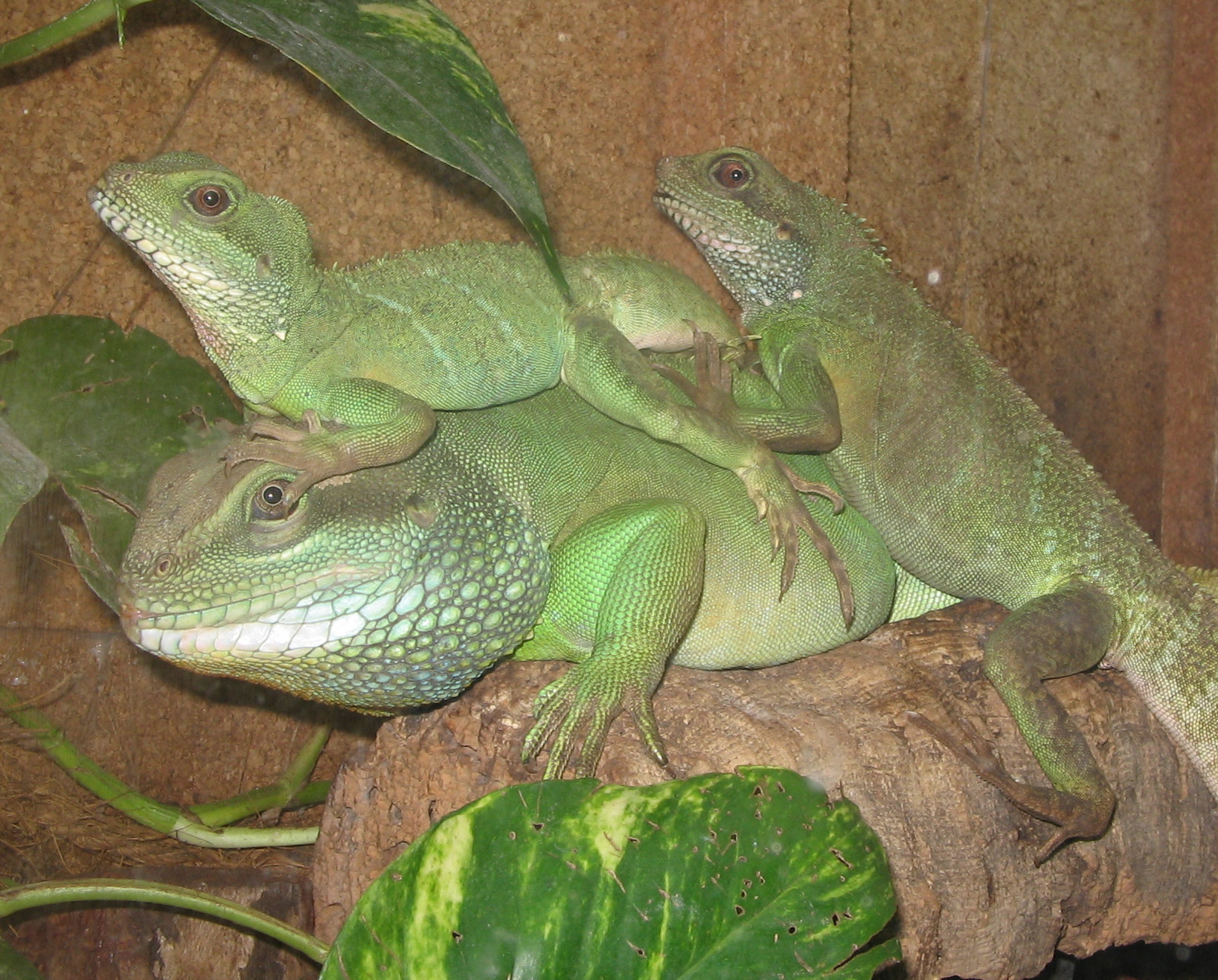
Sameček (dole) a samička agamy kočinčínské
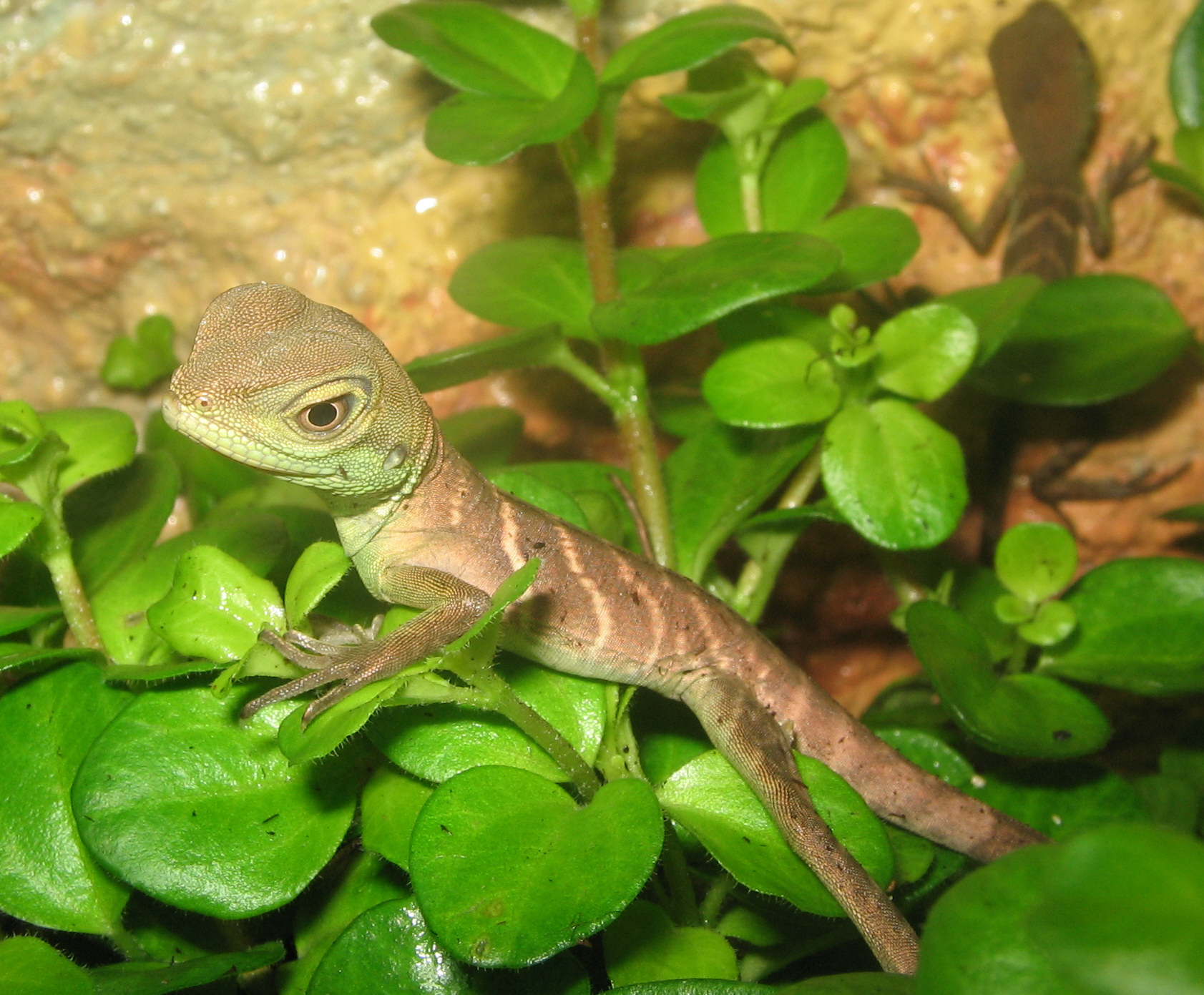
Mládě agamy kočinčínské